# Спас Эммануил с ангелами
Спас Эммануил с ангелами — русская икона домонгольского периода. Создана в XII веке в иконографии ангельского деисуса. В настоящее время находится в собрании Государственной Третьяковской галереи.

## История
Икона датируется серединой XII века (В. И. Антонова, Н. Е. Мнёва) или его концом (В. Н. Лазарев). По мнению академика Лазарева, икона могла быть написана мастерами, расписывавшими Дмитриевский собор во Владимире по приглашению князя Всеволода Большое Гнездо. Из Владимира икона была привезена в Москву в 1518 году для поновления и осталась в Успенском соборе Московского Кремля где находилась над северными дверями иконостаса, ведущими в жертвенник. В Третьяковскую галерею поступила из Оружейной палаты в 1936 году. В тот же год была раскрыта И. А. Барановым.
Связь иконы с Владимиро-Суздальской Русью предполагал еще И. Э. Грабарь, который датировал икону XII веком. В. Н. Лазарев подробно обосновал данную атрибуцию. Искусствовед Г. С. Колпакова датирует икону последней третью XII века, связывает её происхождение с Владимирской Русью и особо отмечает, что размеры иконы идеально вписываются в пролёт жертвенника храма Покрова на Нерли. В каталоге Государственной Третьяковской галереи 1963 г. икона датировалась серединой XII в. и ей приписывалось новгородское происхождение, однако в каталоге 1995 г. в атрибуции иконы уже указано конец XII в. и Владимиро-Суздальская Русь.

## Иконография
На иконе представлен «деисус оплечный» — Спас Эммануил в окружении склонившихся к нему архангелов Гавриила (одет в голубой хитон и розовато-сиреневый гиматий) и Михаила (одет в розовато-сиреневый хитон и темно-синий гиматий). Иисус Христос одет в охряной, с золотым ассистом хитон. Для лика Богомладенца употреблена более светлая карнация по сравнению с ликами архангелов.
Академик В. Н. Лазарев отмечает, что «Тонкие, изящные лица ангелов выражают глубокую скорбь. Они как бы навеяны поэтическим образом „Владимирской Богоматери“». По его мнению, Спас Эммануил с ангелами относится к одному из наиболее византинизирующих памятников русской иконописи XII века.
Икона не сохранила оригинальный золотой фон (уцелел только над плечами архангелов) и розовые нимбы (фрагменты сохранились у контуров голов).
Поля иконы имеют насечки для лучшего крепления левкаса, следы которого отсутствуют. Предполагается, что поля иконы изначально были украшены серебряным окладом. В левом нижнем углу на поле находится красная сургучная печать Кремлёвского Успенского собора.
Икона написана на липовой доске, состоящей из трёх частей. Иконная доска имеет ковчег, скреплена вертикальными шпонками.